# Aage Thomas Mariegaard
Aage Thomas Mariegaard (21. oktober 1922 i Vestre Mellerup, Jerslev Sogn – 9. maj 1947 i København) var en dansk nazist, der var medlem af Petergruppen, som udøvede terror under Besættelsen. Efter krigen blev han arresteret af britiske tropper i Tyskland og sendt til Danmark, hvor han blev henrettet ved skydning den 9. maj 1947.

## Liv
Aage Thomas Mariegaard var søn af husmanden Peder Christian Mariegaard og hustru Otillia .
Da Frikorps Danmark blev oprettet i juli 1941, meldte han og hans fætter  Per Mariegaard sig til tjeneste efter først at have gennemgået et sportskursus fra april 1941 i Hamburg. (Per fortsatte ved Østfronten efter at Aage var blevet hjemsendt og faldt i kamp 25. november 1943 i Kroatien.) 
Aage Thomas Mariegaard deltog i Frikorps Danmarks kampe både ved Demjansk og Welikije Luki. Under kampene blev han såret, men meldte sig hurtigt tilbage ved sin enhed. I januar 1943 ramtes han af difteritis og måtte forlade fronten.
Nogle måneders lazaret- og rekreationsophold afslørede nogle hjerteproblemer, som gjorde, at han han blev erklæret for delvist tjenestedygtig. En besked, som reelt betød, at han ikke kunne være ved fronten, men kun kunne bruges til andet militært arbejde.
I maj 1943 blev han sendt hjem til Danmark, hvor han beordredes til tjeneste ved Schalburgkorpset i Ringsted.
Hans to gamle frontkammerater Henning Brøndum og Ib Nedermark Hansen bemærkede, at han var vendt hjem til Danmark. De var kommet med i Petergruppen, og hertil hentede de ham. Han meldtes ind i gruppen med dæknavnet Svend. I Petergruppen deltog han blandt andet i mordet på to dyrlæger i Vendsyssel og sprængningen af Aarhus-hallen, hvor en syvårig pige mistede livet.
Efter krigen flygtede Mariegaard og Nedermark Hansen til Tyskland under dække af at være soldater fra Luftwaffe. De blev hurtigt afsløret og arresteret af britiske tropper i Nordtyskland. De overgav de dem til det danske politi den 18. januar 1946. 
Han dømtes for 10 drab og 32 sabotagehandlinger. Den 14. april 1947 blev han og seks andre danskere dømt til døden ved skydning. Dommen blev eksekveret kl. 01.10 den 9. maj 1947 på Bådsmandsstrædes Kaserne i København.